# Spenglerův pohár 2004
78. ročník Spenglerova poháru se uskutečnil od 26. do 31. prosince 2004. Všechny zápasy se hrály v hale Vailant Areně v Davosu. Vítězem se stal tým HC Davos.

## Účastníci
- Kanada – tým složený z Kanaďanů hrajících v Evropě
- HC Davos – hostitel
- IFK Helsinky
- HC Sparta Praha
- Metallurg Magnitogorsk

## Základní část

### Tabulka
| Tým                    | Z | V | VP | PP | P | VG | IG | B |
| ---------------------- | - | - | -- | -- | - | -- | -- | - |
| HC Davos               | 4 | 3 | 1  | 1  | 1 | 17 | 10 | 7 |
| HC Sparta Praha        | 4 | 3 | 1  | 0  | 1 | 18 | 15 | 6 |
| Kanada                 | 4 | 3 | 1  | 0  | 1 | 13 | 10 | 6 |
| Metallurg Magnitogorsk | 4 | 1 | 0  | 2  | 3 | 14 | 17 | 4 |
| IFK Helsinky           | 4 | 0 | 0  | 0  | 4 | 8  | 18 | 0 |

### Zápasy
| 26. prosince 2004 15:00 | IFK Helsinky | 1–6             | HC Davos | Vaillant Arena |
|                         | IFK Helsinky | (0:1, 0:1, 1:4) | HC Davos |                |

| Souhrn zápasu | Souhrn zápasu | Souhrn zápasu | Souhrn zápasu | Souhrn zápasu |
| ------------- | ------------- | ------------- | ------------- | ------------- |
|               |               |               |               |               |

| 26. prosince 2004 20:15 | Kanada | 5–2             | Metallurg Magnitogorsk | Vaillant Arena |
|                         | Kanada | (1:1, 2:1, 2:0) | Metallurg Magnitogorsk |                |

| Souhrn zápasu | Souhrn zápasu | Souhrn zápasu | Souhrn zápasu | Souhrn zápasu |
| ------------- | ------------- | ------------- | ------------- | ------------- |
|               |               |               |               |               |

| 27. prosince 2004 15:00 | Metallurg Magnitogorsk | 5–6 po sam. naj. | HC Sparta Praha | Vaillant Arena |
|                         | Metallurg Magnitogorsk | (2:2, 1:2, 2:1)  | HC Sparta Praha |                |

| Souhrn zápasu | Souhrn zápasu | Souhrn zápasu | Souhrn zápasu | Souhrn zápasu |
| ------------- | ------------- | ------------- | ------------- | ------------- |
|               |               |               |               |               |

| 27. prosince 2004 20:15 | Kanada | 3–2 po sam. naj. | HC Davos | Vaillant Arena |
|                         | Kanada | (2:0, 0:1, 0:2)  | HC Davos |                |

| Souhrn zápasu | Souhrn zápasu | Souhrn zápasu | Souhrn zápasu | Souhrn zápasu |
| ------------- | ------------- | ------------- | ------------- | ------------- |
|               |               |               |               |               |

| 28. prosince 2004 15:00 | HC Davos | 3–2 po sam. naj. | Metallurg Magnitogorsk | Vaillant Arena |
|                         | HC Davos | (0:0, 1:0, 1:2)  | Metallurg Magnitogorsk |                |

| Souhrn zápasu | Souhrn zápasu | Souhrn zápasu | Souhrn zápasu | Souhrn zápasu |
| ------------- | ------------- | ------------- | ------------- | ------------- |
|               |               |               |               |               |

| 28. prosince 2004 20:15 | HC Sparta Praha | 4–2             | IFK Helsinky | Vaillant Arena |
|                         | HC Sparta Praha | (1:0, 1:1, 2:1) | IFK Helsinky |                |

| Souhrn zápasu | Souhrn zápasu | Souhrn zápasu | Souhrn zápasu | Souhrn zápasu |
| ------------- | ------------- | ------------- | ------------- | ------------- |
|               |               |               |               |               |

| 29. prosince 2004 15:00 | Kanada | 2–4             | HC Sparta Praha | Vaillant Arena |
|                         | Kanada | (0:2, 0:1, 2:1) | HC Sparta Praha |                |

| Souhrn zápasu | Souhrn zápasu | Souhrn zápasu | Souhrn zápasu | Souhrn zápasu |
| ------------- | ------------- | ------------- | ------------- | ------------- |
|               |               |               |               |               |

| 29. prosince 2004 20:15 | Metallurg Magnitogorsk | 5–3             | IFK Helsinky | Vaillant Arena |
|                         | Metallurg Magnitogorsk | (0:0, 1:3, 4:0) | IFK Helsinky |                |

| Souhrn zápasu | Souhrn zápasu | Souhrn zápasu | Souhrn zápasu | Souhrn zápasu |
| ------------- | ------------- | ------------- | ------------- | ------------- |
|               |               |               |               |               |

| 30. prosince 2004 15:00 | IFK Helsinky | 2–3             | Kanada | Vaillant Arena |
|                         | IFK Helsinky | (0:2, 2:1, 0:0) | Kanada |                |

| Souhrn zápasu | Souhrn zápasu | Souhrn zápasu | Souhrn zápasu | Souhrn zápasu |
| ------------- | ------------- | ------------- | ------------- | ------------- |
|               |               |               |               |               |

| 30. prosince 2004 20:15 | HC Sparta Praha | 4–6             | HC Davos | Vaillant Arena |
|                         | HC Sparta Praha | (1:2, 1:3, 2:1) | HC Davos |                |

| Souhrn zápasu | Souhrn zápasu | Souhrn zápasu | Souhrn zápasu | Souhrn zápasu |
| ------------- | ------------- | ------------- | ------------- | ------------- |
|               |               |               |               |               |

## Finále
| 31. prosince 2004 12:00 | HC Davos | 2–0             | HC Sparta Praha | Vaillant Arena |
|                         | HC Davos | (1:0, 0:0, 1:0) | HC Sparta Praha |                |

| Souhrn zápasu | Souhrn zápasu | Souhrn zápasu | Souhrn zápasu | Souhrn zápasu |
| ------------- | ------------- | ------------- | ------------- | ------------- |
|               |               |               |               |               |

## All-star team
- Brankář: Jonas Hiller – (HC Davos)
- Obránci: Karel Pilař – (HC Sparta Praha), Sergej Gončar – (Metallurg Magnitogorsk)
- Útočníci: Alexej Kaigorodov – (Metallurg Magnitogorsk), Ondřej Kratěna – (HC Sparta Praha), Rick Nash – (HC Davos)